# Bài phát biểu của Hugo Chávez tại Liên Hợp Quốc năm 2006

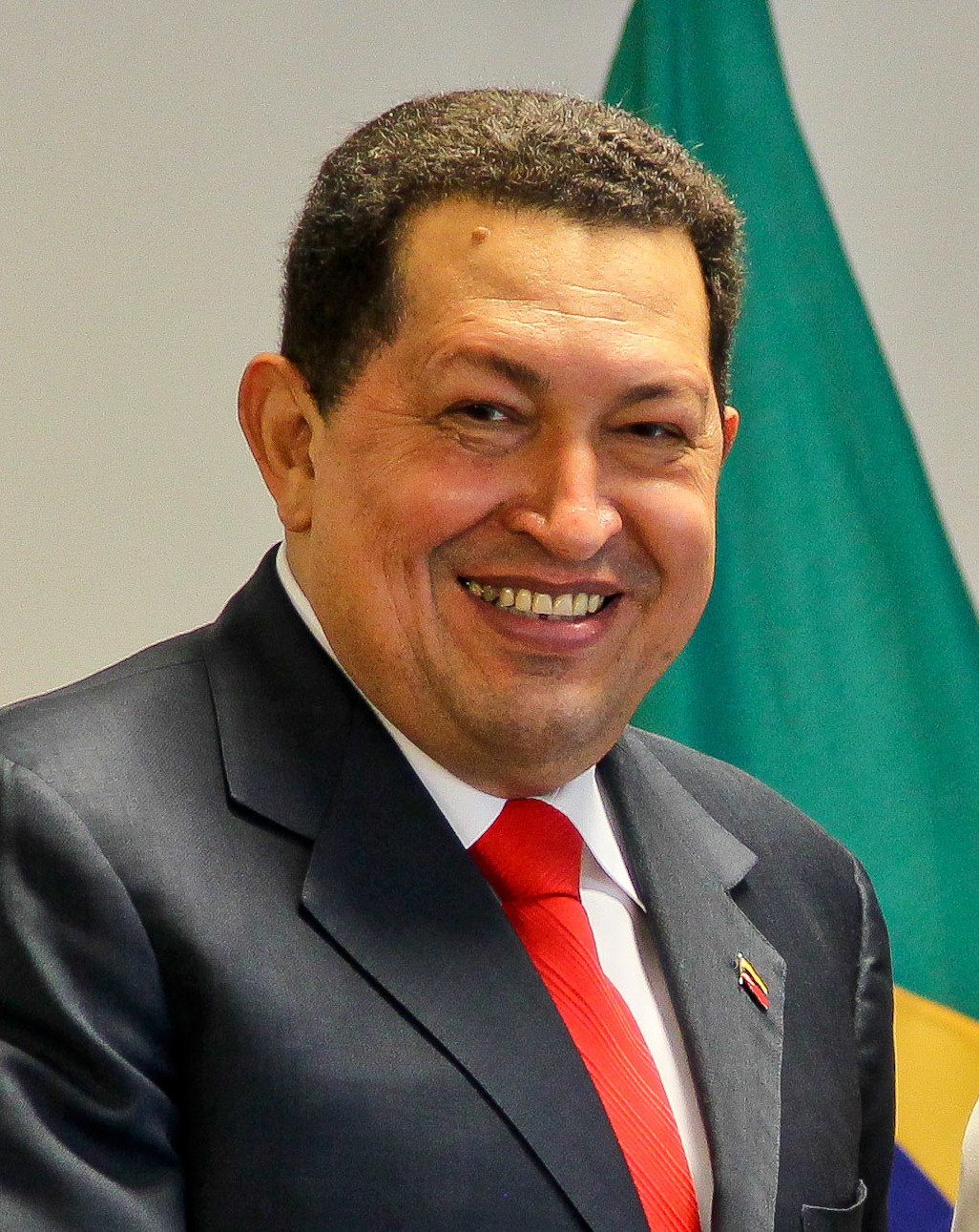
Tổng thống Venezuela Hugo Chávez

Vào ngày 20 tháng 9 năm 2006, nguyên Tổng thống Venezuela Hugo Chávez đã có bài phát biểu trước Đại Hội đồng Liên Hợp Quốc chỉ trích Tổng thống Hoa Kỳ George W. Bush, đặc biệt tập trung vào các chính sách đối ngoại của ông. Bài phát biểu đã nhận được sự khen ngợi quốc tế một phần do các chính sách của chính quyền George W. Bush không tạo được thiện cảm toàn thế giới. Mặc dù bài phát biểu đã nhận được những tràng pháo tay liên tục tại Đại hội đồng và thậm chí từ một số người ở Hoa Kỳ, đặc biệt là phe cánh tả, nhưng nó cũng đã vấp phải sự chỉ trích gay gắt của lưỡng đảng bởi công chúng và các dân cử tại Hoa Kỳ. Bất chấp những chỉ trích, bài phát biểu tại Liên Hợp Quốc của Chavez diễn ra vào ngay thời điểm mà tỷ lệ ủng hộ dành cho Tổng thống George W. Bush ở mức thấp nhất mọi thời đại trong công chúng Mỹ và sự ủng hộ dành cho bài phát biểu cao hơn nhiều chuyên gia mong đợi.

## Bài phát biểu
Bài phát biểu được diễn ra một ngày sau khi ông Bush phát biểu trong cùng một phiên họp của Đại Hội đồng, Chávez chia sẻ, "Ác quỷ đã đến đây vào ngày hôm qua, và hôm nay vẫn còn mùi của lưu huỳnh ở ngay chiếc bàn mà tôi đang đứng". Khi đó, Chávez làm dấu thánh giá, đặt tay như thể đang cầu nguyện và nhìn thoáng lên trên như thể đang khẩn cầu với Chúa. Ông tiếp tục nói, "Ngày hôm qua, thưa quý vị, từ diễn đàn này, Tổng thống Hoa Kỳ, quý ông mà tôi gọi là ác quỷ, đã đến đây, nói chuyện như thể ông ấy sở hữu cả thế giới". Chávez nói thêm Tổng thống Bush đã "...đến [Đại Hội đồng] để chia sẻ những lời khuyên của mình nhằm cố gắng duy trì mô hình thống trị, bóc lột và cướp bóc hiện nay của các dân tộc trên thế giới". Chávez bắt đầu bài phát biểu của mình thông qua việc giới thiệu quyển sách Hegemony or Survival (tạm dịch: Quyền bá chủ hay Sự sinh tồn) của Noam Chomsky: "Đó là một cuốn sách tuyệt vời giúp chúng ta hiểu những gì đã và đang xảy ra trên thế giới trong suốt thế kỷ 20, những gì đang xảy ra hiện nay, cũng như mối đe dọa lớn nhất đang rình rập hành tinh của chúng ta". Trích dẫn cuốn sách của Chomsky, Chávez giải thích, "...đế quốc Mỹ đang làm tất cả những gì có thể để củng cố hệ thống thống trị của mình. Và chúng ta không thể cho phép họ làm điều đó. Chúng ta không thể cho phép chế độ độc tài toàn cầu được củng cố".
Bài phát biểu được trình bày bằng tiếng Tây Ban Nha với sự phiên dịch lồng tiếng của Liên Hợp Quốc.

## Phản ứng

### Tại Venezuela
Một cuộc thăm dò của Zogby được tiến hành vào tháng 10 năm 2006, một tháng sau bài phát biểu của Chávez, cho biết 36% người Venezuela được thăm dò cảm thấy bài phát biểu khiến họ tự hào về Chávez với tư cách là tổng thống của mình, trong khi 23% cho biết nó khiến họ cảm thấy xấu hổ. 15% còn lại tỏ ra thờ ơ, trong khi 26% cho biết họ không biết bài phát biểu hoặc không biết nên nghĩ gì về nó.

### Tại Hoa Kỳ
Nhiều chính trị gia Hoa Kỳ, từ cả hai viện của Quốc hội, đã đưa ra một loạt thông cáo báo chí để đáp lại những tuyên bố mà Chávez đưa ra trong bài phát biểu của ông.
- Nancy Pelosi (Đảng Dân chủ — California), Chủ tịch Hạ viện tương lai (và là người chỉ trích gay gắt Tổng thống Bush), gọi Chávez là "tên côn đồ" trái ngược với "Simón Bolívar thời hiện đại" mà ông "tự tưởng tượng". Bà cũng khẳng định rằng "Hugo Chávez đã lạm dụng đặc quyền mà bản thân mình có khi phát biểu tại Liên Hợp Quốc" và "ông đã hạ thấp bản thân và hạ thấp Venezuela".[8]
- Dân cử Charles Rangel (Đảng Dân chủ — New York) cũng cho biết trong một thông cáo báo chí, "George Bush là Tổng thống Hoa Kỳ và là đại diện cho toàn bộ đất nước. Bất kỳ việc tấn công hạ nhục nào của công chúng chống lại ông đều được các đảng viên Đảng Cộng hòa, Đảng Dân chủ và tất cả người dân Mỹ xem là một cuộc tấn công vào tất cả chúng ta".[9]
- Thượng nghị sĩ Tom Harkin (Đảng Dân chủ — Iowa) gọi những bình luận của Chávez là "kích động". Ông nói thêm, "Cho phép tôi nói theo cách này, tôi có thể hiểu được sự thất vọng, à ừm, và sự tức giận của một số người trên thế giới vì các chính sách của George Bush". Harkin tiếp tục với những lời chỉ trích thống nhất và thường xuyên về chính sách đối ngoại của Tổng thống Bush. "Chúng ta thường quên rằng vài ngày sau vụ tấn công 11 tháng 9, hàng ngàn người Iran đã tuần hành dưới ánh nến ở Tehran để ủng hộ Hoa Kỳ. Mọi quốc gia Hồi giáo về cơ bản đều đứng về phía chúng ta. Hãy nghĩ xem, trong 5 năm, Tổng thống Bush đã lãng phí tất cả những điều đó".[10]
- Cựu Tổng thống Bill Clinton (Đảng Dân chủ — Arkansas) gọi việc "quỷ hóa cá nhân" là một "sai lầm" chỉ làm tổn thương Chávez và đất nước của ông.[11]

Đáp lại những lời chỉ trích chính trị của Hoa Kỳ trên tạp chí Time số ra ngày 10 tháng 10 năm 2006, Chávez nói rằng ông không tấn công Bush mà là đang phản công. Chávez cho rằng Bush đã nói những điều tồi tệ hơn nhiều về ông, và "Bush đã tấn công thế giới, không chỉ bằng lời nói — mà bằng bom". Ông lập luận rằng ông đang phản ứng trước điều mà ông cho là "mối đe dọa từ đế quốc Hoa Kỳ sử dụng Liên Hợp Quốc để biện minh cho hành động xâm lược của mình đối với một nửa thế giới" và rằng ông mong muốn "đánh thức dư luận Hoa Kỳ và toàn cầu".

### Tại Ecuador
Rafael Correa — khi đó là ứng cử viên cho chức Tổng thống Ecuador và sau này được bầu vào tháng 11 năm 2006 — cho biết gọi George Bush là ác quỷ là một "sự xúc phạm đến quỷ dữ vì mặc dù ông ta độc ác nhưng [ít nhất] ông ta cũng thông minh". Correa, người công khai chỉ trích chính sách đối ngoại của Hoa Kỳ, đã mô tả George W. Bush là một "tổng thống cực kỳ ngu ngốc, người đã gây thiệt hại nặng nề cho quốc gia của ông và thế giới".